# Cravant (Yonne)
Cravant is een plaats en voormalige gemeente in het Franse departement Yonne in de regio Bourgogne-Franche-Comté. De plaats maakt deel uit van het arrondissement Auxerre.

## Geschiedenis
Cravant maakte deel uit van het kanton Vermenton tot dit op 22 maart 2015 werd opgeheven en de gemeenten werden opgenomen in het op die dag gevormde kanton Joux-la-Ville.
Op 1 januari 2017 fuseerde Cravant met de buurgemeente Accolay tot de commune nouvelle Deux Rivières.

## Geografie
De oppervlakte van Cravant bedraagt 22,7 km², de bevolkingsdichtheid is 36,3 inwoners per km².
De onderstaande kaart toont de ligging van Cravant (Yonne) met de belangrijkste infrastructuur en aangrenzende gemeenten.

## Demografie
Onderstaande figuur toont het verloop van het inwonertal (bron: INSEE-tellingen).